# Материална точка
Материална точка се нарича идеализиран модел на тяло с определена маса, чиито размери, форма и вътрешна структура са пренебрежими при разглеждането на даден проблем. Понякога вместо материална точка се използва терминът частица. Материалната точка има безкрайна плътност и нулев инерционен момент.

## Приложение във физиката
В механиката понятието материална точка се използва често за описване на движението на обект, в случай че собствените му размери не оказват влияние върху самото движение в определено приближение. Например, при описание на движението на Земята около Слънцето, тя може да се разглежда като материална точка с достатъчна степен на точност, докато при изучаване на околоосното въртене на Земята – тя не би могла да бъде описана по такъв начин.
Често понятието материална точка се използва при изучаване на масивни тела, подложени на гравитационно взаимодействие. Тъй като е невъзможно да се опише взаимодействието за всяка една отделна масова частица {\displaystyle m_{i}} при голям брой на частиците {\displaystyle i}, от които се състои даденото тяло, то често като негов модел се използва материална точка с координати, съвпадащи с масовия център на тялото и маса {\displaystyle M=\sum m_{i}}.
Понятието материална точка не би могло да се използва в квантовата механика за описание на достатъчно малки обекти поради сложния характер на квантовото движение и загубването на смисъл на общоприети понятия като размер и местоположение (вж. Съотношение на неопределеност на Хайзенберг).